# Bundesstraße 158
De Bundesstraße 158 (ook wel B158) is een weg in de Duitse deelstaten Berlijn en Brandenburg.
Ze begint bij Berlijn-Biesdorf en loopt langs de stad Bad Freienwalde naar Angermünde. De B158 is ongeveer 79 kilometer lang.

## Routebeschrijving
Berlijn
De B158 begint op de afrit Berlin-Biesdorf aan de  B1/B5 en loopt vervolgens de stad uit aan de noordrand van het stadsdeel Hohenschönhausen ligt de deelstaatgrens met Brandenburg.
Brandenburg
De B158 loopt door Ahrensfelde en kruist ze bij afrit Berlin-Hohenschönhausen de A10. Dan loopt de B158 door Werneuchen, Bad Freienwalde waar de B167 kruist, door Oderberg en Neuenhagen, waarna hij in Angermünde eindigt op een kruising met de B2.
B1 · B2 · B4 · B5 · B75 · B76 · B77 · B87 · B96 · B96a · B96b · B97 · B101 · B102 · B103 · B104 · B105 · B106 · B107 · B108 · B109 · B110 · B111 · B112 · B112n · B113 · B115 · B122 · B156 · B158 · B166 · B167 · B168 · B169 · B179 · B182 · B183 · B187 · B188 · B189 · B190n · B191 · B192 · B193 · B194 · B195 · B196 · B197 · B198 · B199 · B200 · B201 · B202 · B203 · B204 · B205 · B206 · B207 · B208 · B209 · B246 · B320 · B321 · B404 · B430 · B431 · B432 · B434 · B435 · B495 · B501 · B502 · B503